# Ермошин, Виктор Васильевич
Ермошин Виктор Васильевич (род. 9 июля 1953, город Ковров, Владимирская область, СССР) — российский ученый-географ и картограф, специалист в области геоинформационного картографирования и рационального природопользования, директор Тихоокеанского института географии ДВО РАН (2016—2019). Кандидат географических наук.

## Биография
В.В. Ермошин родился в г. Коврове в семье кадрового военного, детство прошло в Карелии. Среднюю школу окончил в г. Коврове Владимирской области.

### Образование
В 1975 году окончил географический факультет Ленинградского государственного университета им. А.А. Жданова (ныне СПбГУ) по специальности "Картография". По завершении преддипломной практики на Дальнем Востоке, в 1975 г. получил приглашение на работу в лабораторию геоморфологии и морфотектоники Дальневосточного геологического института ДВНЦ АН СССР.
В 1989 году в Институте геологии и минералогии СО РАН г. Новосибирска защитил диссертацию на соискание ученой степени кандидата географических наук по специальности 25.00.25 "Геоморфология и эволюционная география" на тему "Морфоструктурное картографирование Западного Приохотья".

### Научная карьера
- 1975—1977 — стажер-исследователь Дальневосточного геологического института ДВНЦ АН СССР
- 1977—1979 — младший научный сотрудник Дальневосточного геологического института ДВНЦ АН СССР
- 1979—1986 — младший научный сотрудник Тихоокеанского института географии ДВНЦ АН СССР
- 1986—1988 — научный сотрудник Тихоокеанского института географии ДВНЦ (ДВО) АН СССР
- 1988—1992 — заведующий лабораторией картографии Тихоокеанского института географии ДВО АН СССР (РАН)
- 1992—2011 — директор информационно-картографического центра Тихоокеанского института географии ДВО РАН
- 2011—2016 — заместитель директора по науке Тихоокеанского института географии ДВО РАН
- 2016—2019 — директор Тихоокеанского института географии ДВО РАН
- с 2018 — член Комитета РАН по международной программе «Будущее Земли» (Future Earth)
- с 2019 — ведущий научный сотрудник Тихоокеанского института географии ДВО РАН

## Научная деятельность и вклад в науку
Ермошин В.В. считается признанным экспертом в области картографии, одним из первых картографов Дальнего Востока, овладевшим современными геоинформационными технологиями и успешно применяющим их при составлении и разработке картографических произведений, которые пользуются большим спросом, как в научных, так и в практических или учебных целях. В последние годы в область научных интересов ученого входят вопросы методологии
создания геоинформационного пространства, применения данных дистанционного зондирования для геоинформационного тематического картографирования, разработка принципов и технологий ГИС-поддержки для планирования устойчивого ресурсо-, землепользования, решения различных природоохранных и природопользовательских задач.
Им проведена оценка состояния и нарушенности земель в бассейне р.Амур, оценена динамика использования земель в бассейне Амура в XX веке. Проведен послойный ГИС-анализ и составлены карты районирования и схемы функционального зонирования Приморского края и юга Дальнего Востока. Составлена серия тематических среднемасштабных карт российской части бассейна р. Амур и территории Приморского края.
Под его непосредственным руководством выполнен ряд крупных проектов, в том числе международных: руководитель грантов по темам «Экологические критерии и ограничения в программах устойчивого природопользования бассейна р. Амур», «Геоинформационное обеспечение геоэкологических исследований в бассейне р. Амур» и др.

## Основные работы
Автор и соавтор более 130 научных публикаций, в том числе 15 монографий. Наиболее значимые работы:
- Лесной комплекс Дальнего Востока России. Аналитический обзор. Владивосток, Хабаровск: ДВО РАН, 2008, 180 с. (Соавт.: В.П. Каракин, А.С. Ланкин и др.)
- Комплексное природное районирование // Геосистемы Дальнего Востока России на рубеже XX-XXI веков. Т. 1. Владивосток: Дальнаука, 2008. С. 268-294.
- Ландшафтно-геохимическое районирование бассейна р. Амур (Российская часть) // Тихоокеанская геология. 2014. №2. С. 76-89 (Соавт.: А.Ф. Махинова, А.Н. Махинов и др.)
- Ландшафтное картографирование российской части р. Амур // Вестник ДВО РАН. 2012. №3. С. 13-20. (Соавт.: К.С. Ганзей)
- Геоинформационное картографирование природных комплексов Дальнего Востока России // Ойкумена. Регионоведческие исследования. 2012. №3. С. 152-161. (Соавт.: К.С. Ганзей, Н.В. Мишина, Е.Г. Егидарев)
- Информационное обеспечение геоэкологических исследований в бассейне р. Амур // Вестник ДВО РАН. 2010. №1. С. 107-113. (Соавт.: С.С. Ганзей, Н.В. Мишина)
- Картографическое изучение почвенно-географических закономерностей бассейна Амура // География и природные ресурсы. 2009. №4. С. 25-32.

## Членство в редколлегиях научных журналов
Является членом редакционных коллегий научных журналов "География и природные ресурсы" и "Тихоокеанская география".

## Награды
Награждён Почетной грамотой РАН и Почетной грамотой ДВО РАН.
В 2021 г. награждён Медалью «За безупречный труд III степени».